# Пакруоїс
Пакруоїс (лит. Pakruojis) — місто в Литві. Населення — 5,6 тис. чоловік (2008).

## Населення
| мешканців | 2 427 | 3 727 | 4 809 | 6 218 | 6 057 | 5 630 |

## Люди
В місті народився Ушінскас Стасіс (1905—1974) — литовський майстер вітража.
| Литва | Це незавершена стаття з географії Литви. Ви можете допомогти проєкту, виправивши або дописавши її. |

1. ↑  https://gurjaani.gov.ge/ge/damegobrebuli-kalakebi